# Лопе де Вега: Распутник и соблазнитель
«Лопе де Вега: Распутник и соблазнитель» (исп. Lope) — драма 2010 года совместного производства Испании и Бразилии, рассказывающая о молодости драматурга Лопе де Веги. Режиссёр фильма — Андруча Уэддингтон.

## Сюжет
Действие происходит в 1588 году, когда Лопе де Вега, будучи молодым солдатом, возвращается с войны в Мадрид. У него за душой ни гроша, и ему приходится занимать деньги, чтобы похоронить свою мать. Он также подрабатывает сочинением любовных поэм, в том числе для де Наваса, который хочет добиться руки подруги детства де Веги Изабель. Лопе знакомится с богачом Херонимо Веласкесом, который устраивает театральные постановки собственных сочинений, а также его дочерью Еленой. Поначалу правки, вносимые Лопе в его сценарии, раздражают Веласкеса, но позднее он распознает его талант и соглашается поставить несколько комедий, которые имеют огромный успех. У Лопе с Еленой вспыхивает роман, но он не знает, что она уже замужем.

## В ролях
- Альберто Амманн — Лопе де Вега
- Леонор Уотлинг — Изабель де Урбина
- Пилар Лопес де Айяла — Елена Осорио
- Антонио де ла Торре — Хуан де Вега
- Хуан Диего — Херонимо Веласкес
- Луис Тосар — Фрай Бернардо
- Рамон Пуйоль — Клаудио
- Селтон Мелу — Маркес-де-Навас
- Соня Брага — Пахита
- Хорди Даудер — Поррес
- Мигель Анхель Муньос — Томас де Перренот
- Антонио Дечент — Сальседо
- Карла Ньето — Мария де Вега

## Награды и номинации
| Награда | Категория                         | Номинант                                              | Результат |
| ------- | --------------------------------- | ----------------------------------------------------- | --------- |
| «Гойя»  | Лучшая женская роль второго плана | Пилар Лопес де Айяла                                  | Номинация |
| «Гойя»  | Лучший продюсер                   | Эдмон Роч Колом и Тони Новелья                        | Номинация |
| «Гойя»  | Лучшая песня                      | «Que El Soneto Nos Tome Por Sorpresa» Хорхе Дрексела  | Победа    |
| «Гойя»  | Лучшие костюмы                    | Татьяна Эрнандес                                      | Победа    |
| «Гойя»  | Лучший грим                       | Кармеле Солер, Мартин Трухильо Масиас и Пако Родригес | Номинация |
| «Гойя»  | Лучшая работа художника           | Сесар Макаррон                                        | Номинация |
| «Гойя»  | Лучшие спецэффекты                | Рауль Романильос и Марсело Сигейра                    | Номинация |